# Філохор
Філохор (345—261 роки до н. е.) — давньогрецький історик, один з найбільших дослідників історії Афін, політичний діяч.

## Життєпис
Народився в Афінах у родині жерців. Був жерцем-провидцем, займався тлумаченням знаків для ареопагу й буле Афінської республіки. Філохор був противником Македонії, зокрема династії Антигонідів.
Філохор виступав проти царя Деметрія I Поліоркета. Він зумів переконати громадян чинити спротив македонянам та укласти договір з Птолемеєм II Філодельфом, узявши участь у Хремонідовій війні. У 261 році до н. е. син Деметрія — цар Антигон Гонат — взяв в облогу Афіни й незабаром захопив їх. За наказом царя Антигона Філохара було страчено.

## Творчість
Здебільшого займався історичною працею, присвяченою подієм на території Аттики з давніших часів до 262 року до н. е. Також вивчав творчість афінських трагиків, історію театру, містерій.

## Твори
- Аттіди. 17 книг.
- Про ворожіння.
- Про афінські містерії.
- Про афінські агони.
- Про жертви.
- Про міфологію Софокла.
- Про Евріпіда.